# رود اوستیه
رود اوستیه (انگلیسی: Ustye) یک رودخانه در استان یاروسلاول کشور روسیه است.